# Syntaxe spatiale
Le terme syntaxe spatiale englobe un ensemble de théories et de techniques pour l'analyse des configurations spatiales.
Conçu par Bill Hillier et d'autres chercheurs à la Bartlett, University College of London à la fin des années 1970 début des années 1980, la syntaxe spatiale fournissait un outil pour aider les architectes à simuler les impacts sociaux de l'organisation spatiale de leurs bâtiments. En analysant l'accessibilité des lieux, leurs configurations ou leurs accès, la syntaxe spatiale permet de mettre en lumière la traduction spatiale des relations sociales.